# パスカルの三角形

パスカルの三角形の最初の6段

パスカルの三角形（パスカルのさんかくけい、英: Pascal's triangle）は、二項展開における係数を三角形状に並べたものである。ブレーズ・パスカル（1623年 - 1662年）の名前がついているが、実際にはパスカルより何世紀も前の数学者たちも研究していた。
この三角形の作り方は単純なルールに基づいている。まず最上段に 1 を配置する。それより下の段は両端には 1 を、それ以外の位置には右上の数と左上の数の和を配置する。例えば、5段目の左から2番目には、左上の 1 と右上の 3 の合計である 4 が入る。このようにして数を並べると、上から n 段目、左から k 番目の数は、二項係数
{\displaystyle {n-1 \choose k-1}={}_{n-1}\mathrm {C} _{k-1}}
に等しい。これは、パスカルによって示された以下の式に基づいている。
負でない整数 n ≥ k に対して
{\displaystyle {n \choose k}={n-1 \choose k-1}+{n-1 \choose k}}
{\displaystyle {n \choose 0}={n \choose n}=1}
が成り立つ。

## 三角形
パスカルの三角形の最初の11段は以下のようになる。
これ以降の数字列はオンライン整数列大辞典の数列 A003590を参照。

パスカル三角形からなるシェルピンスキーのギャスケット

後述のシェルピンスキーのギャスケットの図のように、最上段を左上にした直角二等辺三角形状に並べる描き方もある。

## パスカルの三角形の使用
パスカルの三角形は、二項展開でよく使用される。例えば
{\displaystyle (x+y)^{2}=x^{2}+2xy+y^{2}}
のそれぞれの係数は三角形の3段目の数 1 2 1 と一致する。一般に
{\displaystyle (x+y)^{n}=a_{0}x^{n}+a_{1}x^{n-1}y+a_{2}x^{n-2}y^{2}+\cdots +a_{n-1}xy^{n-1}+a_{n}y^{n}}
とおくと、ai たちは、パスカルの三角形の n + 1 段目に並んでいる数である。このことは数学的帰納法により示すことができる。まず、n = 0 の場合は明らかである。次に、
{\displaystyle (x+y)^{n}=\sum _{i=0}^{n}a_{i}x^{n-i}y^{i}}
とすると、
{\displaystyle {\begin{aligned}(x+y)^{n+1}&=x(x+y)^{n}+y(x+y)^{n}\\&=\sum _{i=0}^{n}a_{i}x^{n-i+1}y^{i}+\sum _{i=0}^{n}a_{i}x^{n-i}y^{i+1}\\&=\sum _{i=0}^{n}a_{i}x^{n-i+1}y^{i}+\sum _{i=1}^{n+1}a_{i-1}x^{n-i+1}y^{i}\\&=a_{0}x^{n+1}+\sum _{i=1}^{n}a_{i}x^{n-i+1}y^{i}+\sum _{i=1}^{n}a_{i-1}x^{n-i+1}y^{i}+a_{n}y^{n+1}\\&=x^{n+1}+\sum _{i=1}^{n}(a_{i-1}+a_{i})x^{n-i+1}y^{i}+y^{n+1}\end{aligned}}}
となる。
この三角形の奇数の部分を塗りつぶすとシェルピンスキーのギャスケットになる。これは2で割った余りによると考えることができるが、一般に2以外の数でも、割った余りによって塗りわけると同様な別のフラクタル模様になる。
二項係数は組合せの数でもあるので、組合せ数学においてもパスカルの三角形は有用である。n 個のものから異なる k 個選ぶ選び方 nCk の値は、パスカルの三角形の (n + 1) 段目の端から (k + 1) 番目の数に等しい。1 ≤ k ≤ n − 1 の場合、これは n − 1 次元単体の k − 1 次元面の数でもある。例えば5段目の端から2番目の4は四面体（3次元単体）の頂点（0次元面）の数、3番目の6は辺（1次元面）の数、4番目の4は面（2次元面）の数である。これは四面体の場合、二つの頂点を結ぶ線分の集合は辺の集合に等しく、三つの頂点を結ぶ三角形の集合は面の集合に等しいためである。両端の1は空集合（-1次元面）と全体集合（3次元面）の数とも解釈できる。最上段では空集合＝全体集合となる。
また代数的位相幾何学において、n次元トーラスの0でないベッチ数の列はパスカルの三角形の n + 1 段目の数字に等しい。

## パスカルの三角形の性質
パスカルの三角形の最も単純な性質として、以下のようなものがある。
- 頂上から右下・左下の方向へ並ぶ数字はすべて1である。
- 2段目の 1 から右下・左下の方向（すべて1の方向を除く。以下同じ）には自然数の列が現れる[3]。
- 3段目の 1 から右下・左下の方向には三角数の列が現れる。
- 4段目の 1 から右下・左下の方向には三角錐数の列が現れる。
- 5段目の 1 から右下・左下の方向には五胞体数の列が現れる。
- 一般的に n 段目の 1 から右下・左下の方向には n − 1 次元単体数が現れる。{\displaystyle {\textrm {tri}}_{0}(n)=1,\quad {\textrm {tri}}_{d}(n)=\sum _{i=1}^{n}\mathrm {tri} _{d-1}(i).}
- 前項までと同じ内容を次のように表現してもよい。（頂点と両辺に並んだ）1を除くすべての数は、その右上から左上端まで伸びる数列の総和に等しく、左上から右上端まで伸びる数列の総和に等しい。例えば6段目の左から3番目の10は、右上の6とその左上の3, その左上の1の総和に等しく（10は3番目の三角錐数）、左上の4とその右上の3, その右上の2, その右上の1の総和に等しい（10は4番目の三角数）。
- 偶数段目の中央の数（左右2個存在する）に限り、左は右上から右上端まで、右は左上から左上端まで伸びる数列の総和とも等しい。例えば6段目の中央数10は1, 3, 6の総和となる。数列の最初は1、最後は奇数段目の中央数（1個のみ）である。一般的に n + 1 番目の n − 1 次元単体数は n 番目までの総和と等しい。{\displaystyle \quad {\textrm {tri}}_{n-1}(n+1)=\sum _{i=1}^{n}\mathrm {tri} _{n-1}(i).}
- n 次元単体数の逆数を部分分数分解すると、分子にはパスカルの三角形の n 段目の数字が現れる。

三角形の各数字が最上段の位置を頂点とした斜めの格子の上にあると仮定したとき、各数字は最上段の1から格子の線を通って最短距離でその場所に着く経路の数となる。
更に単純な性質は1段目が11の0乗 (= 1)、2段目が11の1乗 (= 11)、3段目が11の2乗 (= 121)…… というように、n 段目の数字の列を一つの数字と見なすと 11 の n − 1 乗になる (ただし6段目以降の2桁以上の数は繰り上がりさせる)。これは、11n−1 = (10 + 1)n−1 を二項展開することで容易に示すことができる。

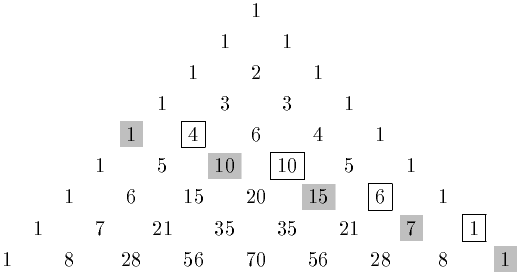
パスカルの三角形とフィボナッチ数

他の性質としては、フィボナッチ数に関するものがある。左側（または右側）2列の任意の数字から桂馬跳びの様に斜めに数字を拾い、その合計を取るとフィボナッチ数になる。例えば5段目の4から始め 4, 10, 6, 1 の4つの数字（右の図で四角で囲まれているもの）を拾うと、その合計は 21 となり、これはフィボナッチ数である。同様に、5段目の1から始めて 1, 10, 15, 7, 1 の5つの数字（右の図の網がかかったもの）の合計は 34 となる。また n が十分に大きいとき、フィボナッチ数列の漸化式を遡らせるとパスカルの三角形が現れ、桂馬跳びに同じ項が現れる。
{\displaystyle F_{n}=F_{n-1}+F_{n-2}=F_{n-2}+2F_{n-3}+F_{n-4}=F_{n-3}+3F_{n-4}+3F_{n-5}+F_{n-6}}
m 段目のそれぞれの数字の合計は、2m−1 となる。例えば、5段目に出現する数字の合計は 1 + 4 + 6 + 4 + 1 = 16 であり、この値は 25−1 に等しい。これは、2m−1 = (1 + 1)m−1 を二項展開することで容易に示すことができる。1段目から m 段目までの数字の総計は 2m − 1 となる。
2段目以降の数字の交代和はすべて 0 となる。例えば、5段目の数字の交代和は 1 - 4 + 6 - 4 + 1 = 0 である。これは、0m−1 = {1 + (-1)}m−1 を二項展開することで容易に示すことができ、オイラーの多面体定理やシュレーフリの多胞体公式に関連する。1段目が合わない理由は0の0乗になるためである。
m 段目にあるそれぞれの数を2乗して足すと、2m − 1 段目の中央の数になる。例えば、5段目では 12 + 42 + 62 + 42 + 12 = 70 となり、9段目の中央の数に一致する。これは、以下の式に基づいている。
{\displaystyle \sum _{k=0}^{n}{n \choose k}^{2}={2n \choose n}}
奇数段目の中央の数字からその2つ隣の数を引くと、カタラン数になる。例えば、7段目の中央の20からその2つ横の 6 を引くと 20 − 6 = 14 であり、これは4番目のカタラン数に等しい。
ある段の端から2番目の数 p が素数のときに限り、その段の両端以外の数字はすべて p の倍数となり、段の合計 2p を p で割った余りは 2 となる（フェルマーの小定理）。
パスカルの三角形を作成し、各数の倍数に色を付けると、右のような模様ができる。（前節「シェルピンスキーのギャスケット」）

パスカルの三角形の倍数に色を付けると模様ができる。

パスカルの三角形全体の数字の濃度は自然数の集合に等しいが、その総計は連続体濃度となる。

## 歴史と名称

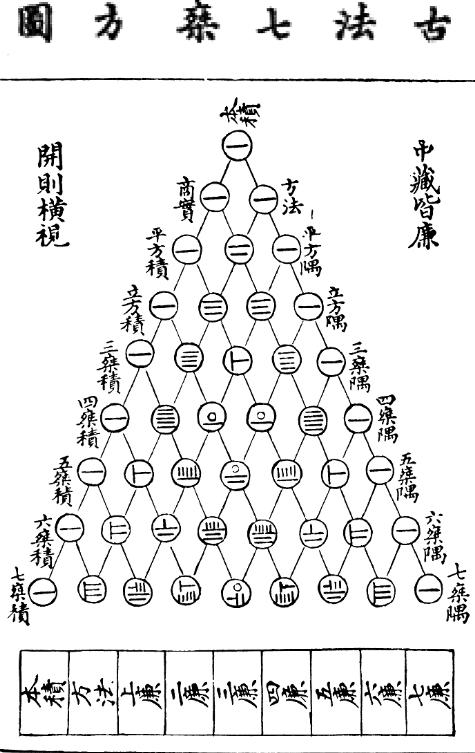
朱世傑の四元玉鑑（1303年）における楊輝の三角形

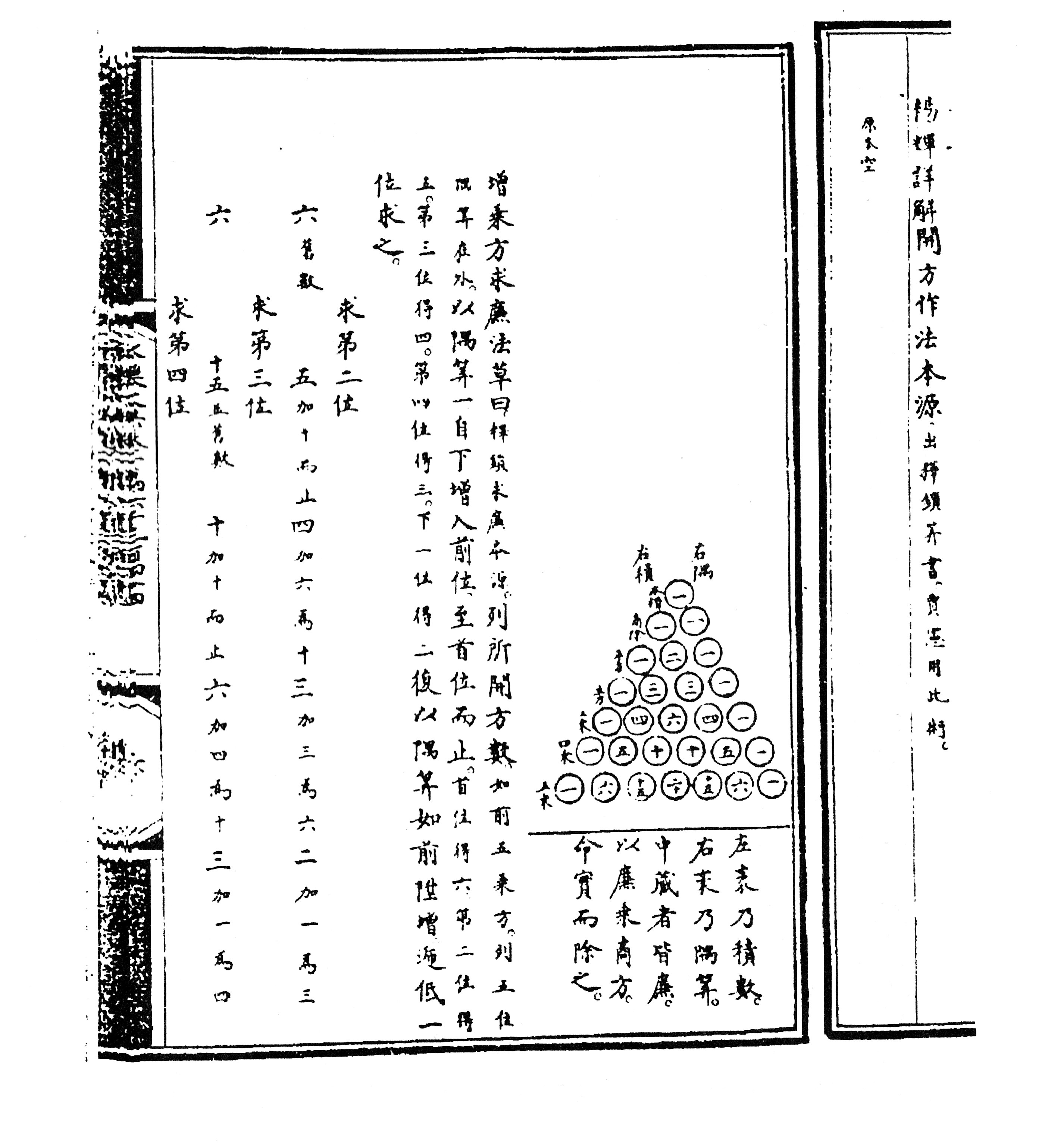
『永楽大典』16344巻（1408年）より。
楊輝は賈憲の『釈鎖算書』中の「パスカルの三角形」を引用した。

この三角形について確認できる最古の文献は、インドの数学者ピンガラの著作に対して10世紀にハラーユダが書いた注釈『ムリタサンジーヴァニー』である。ピンガラの原文は断片的にしか現存していないが、ハラーユダはピンガラの Meru-prastaara『須弥山の階段』という言葉をパスカルの三角形のことだと解釈している。ハラーユダは、三角形とフィボナッチ数との関係についても理解していた。
中国では11世紀に数学者の賈憲、13世紀に数学者の楊輝がこの三角形を研究しており、同国内ではこの三角形は「賈憲三角形」または「楊輝三角形」と呼ばれている。
ペルシアでは、アル＝カラジとウマル・ハイヤームが研究しており、イラン国内では「ハイヤームの三角形」と呼ばれる。ハイヤームは、二項定理を含むいくつかの定理がこの三角形に含まれることを知っており、n 次の二項展開の係数を求める方法を知っていたと考えられる。
イタリアでは、三次方程式の解法で知られるニコロ・フォンタナ・タルタリアに因み「タルタリアの三角形」と呼ばれる。なお、「タルタリアの三角形」には
{\displaystyle 1+2=3}
{\displaystyle 4+5+6=7+8}
{\displaystyle 9+10+11+12=13+14+15}
…
と続くもの、
{\displaystyle 3^{2}+4^{2}=5^{2}}
{\displaystyle 10^{2}+11^{2}+12^{2}=13^{2}+14^{2}}
{\displaystyle 21^{2}+22^{2}+23^{2}+24^{2}=25^{2}+26^{2}+27^{2}}
…
と続くものもある。
ブレーズ・パスカルは1655年に発表した『Traité du triangle arithmétique』の中でこの三角形について言及している。彼はこの中で今までに知られていた結果をまとめ、確率論の研究に利用している。
パスカルより後の数学者では、アブラーム・ド・モアブルらが「算術の三角形」と呼んでいる。

## パスカルの三角形の拡張
パスカルの三角形は二次元以外に拡張が可能であり、一般に「パスカルの単体」と呼ばれる。
0次のものは唯一の 1 であり、パスカルの三角形の最上段の 1 に該当する。
1次のものは無数の1が並ぶ。これはただ一つの項 x を何乗しても係数は1で変わらないことを示し、パスカルの三角形の最上段から下る2辺に該当する。仮に「パスカルの線分」と名付ける。
2次のものはパスカルの三角形であり、n 段目の各数字はパスカルの線分の各段（各数字）にパスカルの三角形の n 段目の各数字を掛けた数になっている。
3次のものは三項展開における係数を三角錐状に並べたもので「パスカルのピラミッド」「パスカルの四面体」「パスカルの三角錐」と呼ばれる（ただし、エジプトのギザの大ピラミッドは五面体で四角錐である）。パスカルの三角錐の最上段は1、2段目は三角形状に並ぶ3個の1、3段目以降は各辺に上方に位置する2個の数の和も、4段目以降は内部に3個の和も配置する。頂点から下る3本の辺にはそれぞれ無数の1が並ぶ。三つの側面はいずれもパスカルの三角形である。n 段目には x + y + z を n − 1 乗して展開した係数が三角形状に並ぶ。三角形の各段はパスカルの三角形の各段に n 段目の各数字を掛けた数列になっており、その数字の総和は 3n−1 である。また n 段目の三角形の k 段目の数字の合計は n − 1 次元正軸体の k − 2 次元面の数に等しく、各数字は対蹠ファセット（n − 2 次元面）の中心同士を結ぶ線に沿って分割された数であり、3辺の数字は正軸体を取り囲むファセット正単体の各次元面の数である。双対の超立方体については下から数えて k − 1 次元面の数、対蹠点（頂点）同士を結ぶ線、頂点の形状をなす正単体と読み替える。2の倍数などで色分けするとシェルピンスキーの四面体になる。パスカルの三角錐の n 段目の三角形の数字を桂馬跳びに拾って合計した数列を上から三角形状に並べ、更に桂馬跳びに拾って合計するとトリボナッチ数が現れる。
4次のものは四項展開における係数を五胞体状に並べたもので3次元空間に描くことは不可能であるが、（最上段を除いて）各段は三角錐状であるので描くことができる。三角錐の各段はパスカルの三角錐の各段にパスカルの三角形の n 段目の各数字を掛けた三角形状の数列になっており、その数字の総和は 4n−1 であり、一辺の数字の総和 2n−1 の2乗に等しい。